# Kirkee Cantonment
Kirkee Cantonment es una ciudad y  acantonamiento situada en el distrito de Pune en el estado de Maharashtra (India). Su población es de 78684 habitantes (2011). Se encuentra a 5 km de Pune.

## Demografía
Según el censo de 2011 la población de Kirkee Cantonment era de 78684 habitantes, de los cuales 43837 eran hombres y 34848 eran mujeres. Kirkee Cantonment tiene una tasa media de alfabetización del 92,41%, superior a la media estatal del 82,34%: la alfabetización masculina es del 95,38%, y la alfabetización femenina del 88,59%.